# Üzbégek
Az üzbégek (üzbégül Oʻzbek v. Ўзбек) közép-ázsiai török népcsoport, a térség legnagyobb lélekszámú etnikuma. Az üzbégek teszik Üzbegisztán népességének döntő többségét (kb. 80%-át), de jelentős kisebbséget alkotnak Afganisztánban, Tadzsikisztánban, Kirgizisztánban, Kazahsztánban, Türkmenisztánban, Oroszországban és Kínában is. Számottevő üzbég közösség él Törökországban, Szaúd-Arábiában és Pakisztánban.

## Megnevezésük eredete
Az "üzbég" ("özbek") szó eredete vitatott. Az egyik nézet szerint a legendás türk vezér, Oguz kagán vagy Oguz bég nevéből származik. Mások szerint azt jelenti, hogy "maga ura", szabad ember (öz-maga; bég, bej, bek - úr). Egy harmadik nézet szerint az úz vagy oguz nép ura a szó jelentése. A 12-13. században a kifejezés már megjelent személynévként. Leghíresebb képviselője az Arany Horda utolsó nagy kánja, Üzbég (Özbek, 1312-1340). A 14. század végén a Horda keleti részén létrejött egy nomád klánszövetség, amely a kán nevét vette fel, és tagjait is üzbégeknek kezdték nevezni.

## Származásuk
Az 5. század előtt a mai Üzbegisztán területén Szogdia volt található, ahol az iráni nyelvet beszélő szogdok éltek. A térség előbb az Óperzsa, majd a Szászánida Birodalomhoz tartozott. Az 5-6. században a Heftalita Birodalom, utána a Türk Kaganátus része volt. A 7-8. században a kínai Tang-dinasztia kiterjesztette uralmát Közép-Ázsiára, de itteni fennhatósága a 755-ben kezdődő An-Lusan felkelés miatt véget ért. A 9. században a türk Karahán-dinasztia uralkodott Transzoxánia fölött, és ebben az időben az iráni nyelvű népek korábbi dominanciáját egyre inkább felváltotta a türk többség. A dinasztiához tartozó Szatok Bugra kán volt az első türk uralkodó, aki felvette az iszlám vallást, és a közép-ázsiai lakosság hamarosan követte példáját. A 12. században az elkínaiasodott karakitajok hódították meg Transzoxániát, akik kínai típusú kormányzást vezettek be. A 13. században a Karahánok államát megdöntötték a kara-kitajok vazallusai, a türk Hvárezmi-dinasztia.
A 13. századig a térség népességének jelentékeny hányada (talán többsége is) megmaradt iráni nyelvet beszélőnek; hozzájuk tartoztak a szogdok, baktriaiak, vagy akár a szaka-masszagéta népek leszármazottai. A kisebb lélekszámú, ám domináns helyzetben lévő türkök fokozatosan asszimilálták őket. A letelepedett, városi lakosság körében a térség lingua francá-ja, a perzsa vált általánosan elterjedtté. A türk asszimilációt drámaian felgyorsította a mongol hódítás, amely során sok millió lakost (főleg városlakókat) öltek meg vagy szorítottak délebbre, a Pamír térségébe. A meghódított területen mongol dominanciájú államok jöttek létre, az Ural környékén az Arany Horda, Közép-Ázsia keleti felén a Csagatáj Kánság.
A mai üzbég nyelv a csagatáj nyelv leszármazottja, amely nevét Dzsingisz kán fiáról és az általa alapított államról kapta. A csagatáj nyelv a Timurida Birodalom idején terjedt el, és utána, a mongol eredetű Sajbanida-dinasztia által uralt üzbég kánságok idején is tovább erősödött. A 16. század elején a magukat üzbégnek nevező nomádok kihasználva a Timurida Birodalom összeomlását, jókora területet hajtottak uralmuk alá, és megalapították a Buharai és a Hívai Kánságokat. A nomád hódítók között a hagyomány szerint 92 nemzetség, klán érkezett, tőlük származtatják az üzbég népet (a nemzetségek nevei bizonytalanok, összesen 18, egymástól többé-kevésbé eltérő lista ismert róluk). A 18. század elején a Buharai Kánság válsága idején kiszakadt belőle a Kokandi Kánság. Ezek az önálló államok nagyban hozzájárultak az üzbég etnikum megszilárdulásához és általános elterjedéséhez. Idővel a hvárezmi és taskenti oázisok, valamint a Ferganai-medence népe is kezdte üzbégnek nevezni magát. 1820-ban a Buharai Emirátus 2,5 millió lakójából 1,5 millió vallotta magát üzbégnek. A három üzbég államot a 19. század második felére Oroszország hódította meg.
Genetikai szempontból az üzbégek hűen tükrözik a kereskedelmi és hadi utak kereszteződésében fekvő közép-ázsiai térség változatosságát. Az eredetileg irániak és egyéb indoeurópaiak által lakott régió olyan népvándorlásokat tapasztalt, amelyek alapvetően változtatták meg antropológiai jellegét. A genetikai vizsgálatok tanúsága szerint az üzbégek az irániak és a mongolok keveredéséből származnak. 

## Nyelv

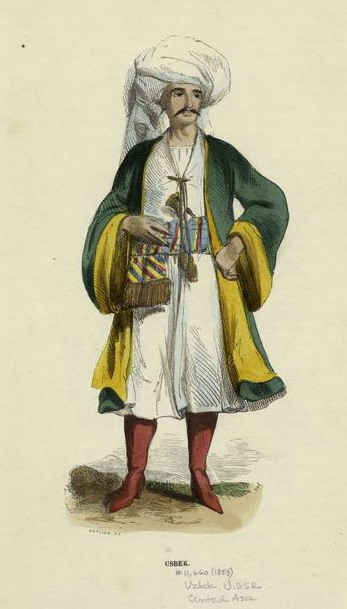
Üzbég férfi 19. századi viseletben

Az üzbég nyelv a török nyelvcsaládba tartozik, az ujgurral együtt annak karluk csoportjába. 1928-ig a nyelv írásbelisége az arab íráson alapult, amelyet 1923-ban megreformáltak, hogy jobban illeszkedjék a nyelv hangtani sajátosságaihoz. 1928-ban latin ábécére tértek át, amelyet 1940-ben cirill betűkészlet váltott fel. Üzbegisztán függetlenné válásával 1992-ben ismét a latin ábécé vált hivatalossá.

## Hagyományos öltözék
Az üzbég hagyományos öltözék ingből, széles szárú nadrágból és kaftánból állt, amelyet övvel vagy kendővel kötöttek meg derékon vagy szabadon hagytak. A férfiak a fejükön tübetejkát (kis kerek gyapjúsapkát), nemezsapkát, turbánt vagy prémsapkát; a nők pedig kendőt hordtak. A nők az utcára parandzsát (burkát) és lószőrből készített fátylat, csacsvant öltöttek. A lányok és a gyereket még nem szült asszonyok a hajukat számos (akár 40) kis copfba fonták, míg az idősebb nők két hajfonatot hordtak. Lábukra puha talpú csizmát húztak, amit szükség esetén bőrkalucsnival védtek. 

## Üzbég konyha

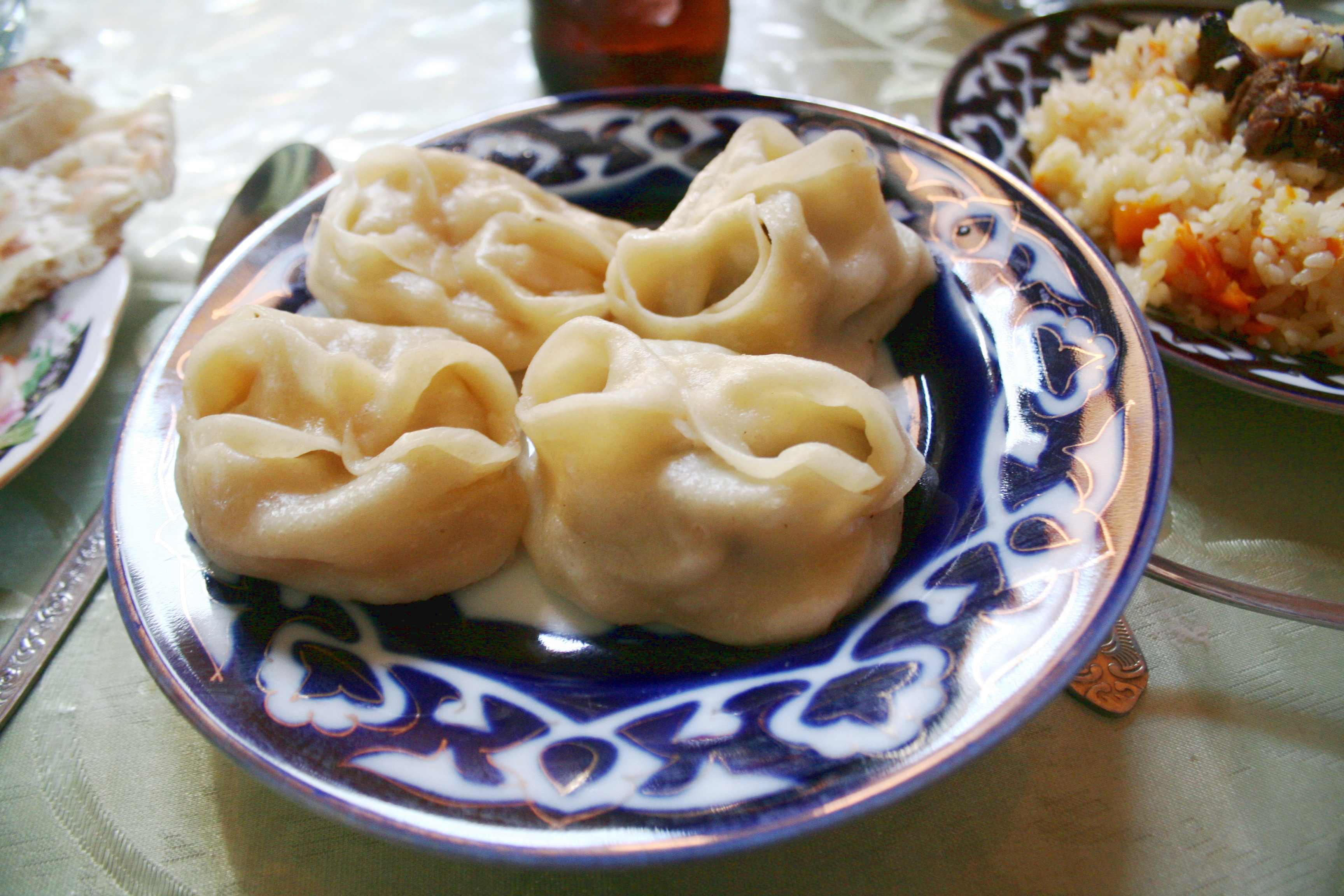
Manti (darált hússal töltött tészta) és jobbra plov

Az üzbég gasztronómia igen változatos, különböző zöldségeket, tejtermékeket, húst alkalmaz. Fontos szerepet játszanak a főleg búzalisztből (esetleg kukoricából vagy egyéb gabonából) sütött lepénykenyérek (obi-non, patir stb.) A főétkezésekhez tésztát, leveseket, rizsből (savlja) vagy hüvelyesekből (maskicsiri) készül kását fogyasztanak, amiket vajjal vagy növényi olajjal, aludttejjel, borssal, paprikával, különböző fűszernövényekkel (kapor, petrezselyem, koriander, bazsalikom) ízesítenek. A tejtermékek közé tartozik a katik (sűrű joghurt) a kajmak (magas zsírtartalmú tejszíntermék), tejföl, túró, szuzma (egyfajta kefír), pislok, kurt, stb. A húsok közül bárányt, marhát, baromfit fogyasztanak, ritkán lóhúst is. A gyümölcsöket főleg a szőlő, görög- és sárgadinnye, dió és mogyoró képviseli. Italként elsősorban teát fogyasztanak.
A legelterjedtebb üzbég étel a plov, a rizses hús. 

## Hagyományos sportok
- kuras (török birkózás)
- pojga (lóverseny)
- ulak vagy kupkari (lovas küzdősport egy kecske birtoklásáért)

## Fordítás
- Ez a szócikk részben vagy egészben  az   Uzbeks című angol Wikipédia-szócikk ezen változatának fordításán alapul.  Az eredeti cikk szerkesztőit annak laptörténete sorolja fel. Ez a jelzés csupán a megfogalmazás eredetét és a szerzői jogokat jelzi, nem szolgál a cikkben szereplő információk forrásmegjelöléseként.
- Ez a szócikk részben vagy egészben  a(z)   Узбеки című orosz Wikipédia-szócikk ezen változatának fordításán alapul.  Az eredeti cikk szerkesztőit annak laptörténete sorolja fel. Ez a jelzés csupán a megfogalmazás eredetét és a szerzői jogokat jelzi, nem szolgál a cikkben szereplő információk forrásmegjelöléseként.